# 新娘與偏見
《新娘與偏見》（英語：Bride and Prejudice）是2004年的印度喜劇歌舞片，由古林德·乍得哈（Gurinder Chadha）導演。可以說她是一部愛情歌舞片，亦是1813年簡·奧斯汀的小說《傲慢與偏見》的歌舞雜燴版。

## 故事梗概
年輕、美麗且有學識的拉妮塔·巴什（Lalita Bakshi──由愛絲維婭·莉飾演） 在朋友的婚禮上遇到美國加州酒店業主威廉·達西（Will Darcy──由马丁·亨德森飾演）時，出入所料，兩人卻一見生恨。她認為他是一個自以為是的有錢瘋人，他認為她是一個沒見過世面的鄉村小妞，後來又經過好多機會，誤會始終未能消除，但是兩人經過反復比較，終於確認彼此是最合適不過的終身侶伴。。。

## 影片拍攝地
影片得到英國電影協會的大力資助，因此多數內、外景均在英國拍攝。
- 白金漢郡Halton House - 安姆利沙的婚禮場面
- 白金漢郡Stoke Park - 威廉·達西的比華麗山莊酒店外景
- 倫敦萨默塞特府 - 泉水邊的舞會場面
- 白金漢郡Turville - 伊利莎白的婚禮夢鄉場面
- 伊陵片場 - 內景佈置場面
- 白金漢郡Cobstone Windmill - 風車場面
- 倫敦小威尼斯
- 倫敦眼
- 倫敦國立電影大禮堂
- 倫敦Southall

以下場面取景於印度：
- 安姆利沙的錫克金廟
- 果阿的海灘

以下場面取景於美國：
- 大峽谷
- 洛杉磯迪士尼音樂廳
- 加州的桑塔莫尼卡海灘

## 人物表
| 演員姓名            | 片中角色名                              | 相對《傲慢與偏見》中的人物              |
| ------------------- | --------------------------------------- | --------------------------------------- |
| Aishwarya Rai       | 拉妮塔·巴克什（Lalita Bakshi）          | 伊利莎白·貝內特（Elizabeth Bennet）     |
| Martin Henderson    | 威廉·達西（William Darcy）              | 菲茲威廉·達西（Fitzwilliam Darcy）      |
| Daniel Gillies      | 約翰·威克漢姆（Johnny Wickham）         | 威克漢姆先生（Mr. Wickham）             |
| Naveen Andrews      | 波拉基先生（Mr. Balraj）                | 賓利先生（Mr. Bingley）                 |
| 阿努帕姆·卡爾       | 巴克什先生（Mr. Bakshi）                | 貝內特先生（Mr. Bennet）                |
| Nadira Babbar       | 巴克什夫人（Mrs. Bakshi）               | 貝內特夫人（Mrs. Bennet）               |
| Namrata Shirodkar   | 佳亞·巴克什（Jaya Bakshi）              | 簡·貝內特（Jane Bennet）                |
| 英迪拉·瓦爾瑪       | 吉蘭·波拉基（Kiran Balraj）             | 卡羅琳·賓利（Caroline Bingley）         |
| Sonali Kulkarni     | 陳德拉·蘭芭（Chandra Lamba）            | 夏洛逖·盧卡斯（Charlotte Lucas）        |
| Nitin Ganatra       | 柯立先生（Mr. Kholi）                   | 柯林斯先生（Mr. Collins）               |
| Meghna Kothari      | 瑪亞·巴克什（Maya Bakshi）              | 瑪莉·貝內特（Mary Bennet）              |
| Peeya Rai Chowdhary | 拉吉·巴克什（Lakhi Bakshi）             | 莉迪雅·貝內特（Lydia Bennet）           |
| Alexis Bledel       | 佐金娜·達西（Georgina "Georgie" Darcy） | 佐吉安娜·達西（Georgiana Darcy）        |
| Marsha Mason        | 凱瑟琳·達西（Catherine Darcy）          | 凱瑟琳·德波（Lady Catherine de Bourgh） |
| Harvey Virdi        | 蘭芭夫人（Mrs. Lamba）                  | 盧卡斯夫人（Lady Lucas）                |
| Georgina Chapman    | 安妮（Anne）                            | 安妮·德波（Anne de Bourgh）             |
| 無人                | 無此角色                                | 基隄·貝內特（Kitty Bennet）             |

## 評價
「當寶萊塢與好萊塢相遇......這實在是一個絕妙的匹配。」

## 雜聞
- 影片對白由英語、印度語、烏爾都語原版錄制，由于片中還有一段西班牙語的小旁白，所以採用語言一共有四種。
- 印度語原版的標題為《吧浬吧浬 -- 從安姆利沙到洛杉磯》（Balle, Balle -- Amritsar to L.A.）

## 外部連結
- 《新娘與偏見》的公式網址
- 互联网电影数据库（IMDb）上《新娘與偏見（Bride & Prejudice）》的资料（英文）
- 爛番茄上《新娘與偏見（Bride & Prejudice）》的資料（英文）
- Upperstall.com的述評 （页面存档备份，存于）